# Communauté de communes Auxonne - Val de Saône
La Communauté de communes Auxonne - Val de Saône était une communauté de communes française, située dans le département de la Côte-d'Or et la région Bourgogne-Franche-Comté.

## Histoire
La communauté de communes avait vu le jour le 1er janvier 2005, entraînant la suppression du syndicat intercommunal à vocation multiple (SIVOM) existant. Elle a été dissoute le 31 décembre 2016 pour fusionner avec la communauté de communes du canton de Pontailler et former la communauté de communes Auxonne Pontailler Val de Saône.

## Composition
| Nom                     | Code Insee | Gentilé        | Superficie (km2) | Population (dernière pop. légale) | Densité (hab./km2) |
| ----------------------- | ---------- | -------------- | ---------------- | --------------------------------- | ------------------ |
| Auxonne (siège)         | 21038      | Auxonnais      | 40,65            | 7 835 (2014)                      | 193                |
| Athée                   | 21028      | Athéens        | 9,43             | 776 (2014)                        | 82                 |
| Billey                  | 21074      | Billeyois      | 3,83             | 242 (2014)                        | 63                 |
| Champdôtre              | 21138      | Champdôsiens   | 10,44            | 589 (2014)                        | 56                 |
| Flagey-lès-Auxonne      | 21268      |                | 7,91             | 206 (2014)                        | 26                 |
| Flammerans              | 21269      |                | 16,55            | 416 (2014)                        | 25                 |
| Labergement-lès-Auxonne | 21331      | Labergementais | 5,93             | 326 (2014)                        | 55                 |
| Magny-Montarlot         | 21367      |                | 5,94             | 266 (2014)                        | 45                 |
| Les Maillys             | 21371      | Maillotins     | 29,79            | 873 (2014)                        | 29                 |
| Poncey-lès-Athée        | 21493      | Poncéens       | 6,53             | 600 (2014)                        | 92                 |
| Pont                    | 21495      |                | 3,49             | 107 (2014)                        | 31                 |
| Soirans                 | 21609      |                | 4,42             | 461 (2014)                        | 104                |
| Tillenay                | 21639      | Tilliniens     | 6,07             | 759 (2014)                        | 125                |
| Tréclun                 | 21643      |                | 5,68             | 454 (2014)                        | 80                 |
| Villers-les-Pots        | 21699      | Potiers        | 10,43            | 1 077 (2014)                      | 103                |
| Villers-Rotin           | 21701      | Rotiniens      | 3,11             | 133 (2014)                        | 43                 |